# Punu (poble)
|  | Per a altres significats, vegeu «Punu». |

Els punu són un poble bantu d'Àfrica central establert principalment al sud del Gabon, igualment en República del Congo a la regió del Niari.

## Etnonímia
Segons les fonts i el context, s'observa diverses variants : Alpounou, Alpunu, Apono, Bapounou, Bapunu, Ipounou, Ipunu, Pouno, Pounou, Puno, Punus, Yipounou, Yipunu

## Llengües
La seva llengua és el punu (llengua) (o yipunu). Es troba persones que parlen el yipunu a les províncies de la Ngounié i de la Nyanga principalment. Les grans concentracions són les ciutats de Mouila, Ndendé (Ngounié); Tchibanga i Moabi (Nyanga). Avui, hi cal afegir les ciutats com Lambaréné (Ogooué Mitjà) i fins i tot la capital del país Libreville. En nombre de locutors, el yipunu es classifica en segona posició, després de la llengua Fang.

## Història
Els punu migraren cap al sud del Gabon (a l'estany de la Ngounié) el segle xviii. Viuen a pobles independents dividits en clans i en famílies. La cohesió social és assegurada per la societat Moukouji, el paper essencial de la qual és de subjugar els esperits malfaents del bosc.

## Demografia
Encara que són presents a una bona part de la conca del Congo (Gabon, Congo Brazzaville, Congo RDC, Angola) és al Gabon que viuen en gran nombre on representen un poc més de 25 % de la població gabonesa. Són, després de l'ètnia Fang, la segona ètnia del Gabon ; la tercera essent els Nzembi. A aquest títol els Fangs i els Punus han sempre compartit el poder al costat de la família Bongo Ondimba (eixida de l'ètnia minoritària Batéké) al poder d'ençà de més de 40 anys.